# Godfred Hansen
Godfred Hansen (23. februar 1876 – 27. maj 1937) var en dansk søofficer og polarrejsende.
Han blev søofficer 1897, kommandørkaptajn 1927. Han var adjutant hos kongen fra 1919.
1903-1906 var han næstkommanderende på Roald Amundsens Gjøa-ekspedition gennem Nordvestpassagen. Under Gjøa-ekspeditionen udførte han, sammen med Peder Ristvedt, vigtig udforskning af østkysten af Victoria Island og kortlagde i 1905 dette tidligere ukendte kystområde.
1912-1914 var han fører af postdampskib på Island.
I 1919-20 ledede han en ekspedition på Grønlands vestkyst. Ekspeditionen var en del af Roald Amundsens «Maud»-ekspedition og skulle udlægge depoter længst mod nord på Ellesmere Island. Depotet skulle være redning for Amundsens og hans mænd efter passagen af nordpolen. Godfred Hansens ekspedition tilbagelagde sammen med hunde og eskimoer en strækning på 700 kilometer. Men Amundsen nåede aldrig polpunktet, og depotet blev dermed aldrig benyttet.
I 1932 navngav Gefion Ekspeditionen en ø i Dove Bugt, sydvest for Danmarkshavn, Godfred Hansens Ø, tidligere kendt som Olgas Ø og Ragnas Ø. Navnet blev først godkendt efter Godfred Hansens død.

## Hædersbevisninger
1906 modtog han den danske Fortjenstmedaljen i guld. 1919 blev han Ridder av Dannebrogordenen. 1921 modtog han Hans Egede-medaljen. 1933 blev han kommandør af 2. grad af Dannebrogordenen.